# Четыре типа организационной культуры по Камерону и Куинну
Четыре типа организационной культуры (корпоративной культуры) — это разработанный двумя американскими исследователями Кимом Камероном и Робертом Куинном метод оценки организационной культуры, основанный на конкурирующей системе ценностей, в основе которого выделяется четыре типа культуры.
Согласно исследованию К. С. Камерона и Р. Е. Куинна, описанному в их книге «Диагностика и изменение организационной культуры», конкурирующие ценности порождают такие полярности, как гибкость и стабильность, а также внутренняя и внешняя направленность — эти две полярности были признаны наиболее важными для определения успеха организации. Полярности строят квадрант с четырьмя типами культуры.

## Типология

### Клановая культура
Называется так, потому что напоминает организацию семейного типа и считается наиболее благоприятной культурой. Отличается очень дружелюбной рабочей средой, в которой у людей много общего. Данную культуру отличает сплоченность, соучастие, ощущение организации как «мы» Лидеры, или главы организаций, рассматриваются как наставники и, возможно, даже как фигуры отца. Организация держится вместе благодаря верности и традициям. Существует высокий уровень вовлеченности. В рамках организации основное внимание уделяется долгосрочным выгодам от развития человеческих ресурсов, и большое значение придается личным отношениям и моральному духу. Успех определяется в контексте открытости к потребностям клиента и заботы о людях. Организация придает большое значение командной работе, участию и консенсусу.
Основные базисные допущения в клановой культуре состоят в том, что с внешним окружением лучше всего справиться, организуя бригадную работу и заботясь о повышении квалификации наемных работников; что потребителей лучше всего воспринимать как партнеров; что организация действует в бизнесе, создающем для рабочего гуманное внешнее окружение; и что главная задача менеджмента состоит в делегировании наемным работникам полномочий и облегчении условий их участия в бизнесе, проявления преданности делу и преданности организации.

### Культура адхократии
Тип организации, который оперативно и адекватно реагирует на меняющиеся внешние условия. Слово «адхократия» от латинского «ad hoc»(по случаю) и определяет динамичную организационную единицу. Как правило, бригада или комитет организации распускается сразу после выполнения поставленной задачи. Главной целью является ускорять адаптивность, обеспечивать гибкость и творческий подход к делу. Адхократическую организацию часто можно обнаружить в таких направлениях бизнеса, как аэрокосмическая индустрия, разработка программного обеспечения, высокопрофессиональные консультационные услуги и кинопроизводство. Важнейшими вызовами для такой организации являются необходимость производства новаторской продукции и услуг, быстрая адаптация к новым возможностям.
Лидеры рассматриваются как новаторы и рискованные люди. Связующим звеном, которое удерживает организацию вместе, является приверженность экспериментам и инновациям. Акцент делается на установлении тренда. В долгосрочной перспективе акцент организации делается на росте и привлечении новых источников. Успех означает наличие новых продуктов или услуг; быть первопроходцем в этом деле считается важным. Организация поощряет индивидуальную инициативу и свободу.

### Рыночная культура
Рыночная культура (не имеет ничего общего с понятием маркетинговой функции и с представлением о потребителях на рынке). Внимание данной культуры, в основном, фокусируется на операциях с внешними клиентами, включая поставщиков, потребителей и т. д. Главными ее установками являются прибыльность, сила на рыночных нишах и сила на рынке. Эта культура строится на динамике конкуренции и достижении конкретных результатов. В центре внимания-целеустремленные лидеры, которые жестки и требовательны. Организация объединена общей целью добиться успеха и победить всех соперников. Основными ценностными факторами являются доля рынка и рентабельность.
Пример такой культуры: General Electric под руководством бывшего генерального директора Джека Уэлча. Его целью было обеспечить каждой бизнес-единице G. E. первое или второе место на своем соответствующем рынке, в противном случае Уэлч утверждал, что продаст компанию. Еще один пример рыночной культуры — софтверный гигант Oracle под руководством жесткого исполнительного председателя Ларри Эллисона.

### Иерархическая культура
Эта культура основана на многоуровневой структуре организации деятельности и контроле над ней. Лидеры здесь выступают в роли координаторов. Рабочая среда является формальной, с жесткими институциональными процедурами для руководства. Лидерство основывается на организованной координации и мониторинге, при этом культуру характеризует эффективность и предсказуемость. Эти значения включают в себя согласованность действий работников и единообразие. Важным здесь является поддержание плавного хода деятельности организации. Долгосрочные планы организации состоят в обеспечении стабильности, предсказуемости и рентабельности. Организацию объединяют формальные правила и политика компании. Иерархическая культура доминирует в больших и правительственных организациях и строгие правила, распространяющиеся на все стороны деятельности компании. Примеры таких организаций: крупные бюрократических организации, такие как McDonald’s, или крупные компании по производству автомобилей, такие как Ford, который имеет семнадцать уровней менеджмента.

## Комментарии и критика
Исследование OCAI показывает, что компании редко разделяют одинаковые черты всех четырех культурных типов без единого доминирующего типа. Однако вполне, вероятно, что отделы внутри организации могут проявлять субдоминантные черты, такие как бухгалтерский отдел, имеющий в основном культуру иерархии/контроля, в то время как команда разработчиков формируется в большей степени культурой адхократии/креативности.